# Cloración
La cloración es el procedimiento de desinfección de aguas mediante el empleo de cloro o compuestos clorados. Se puede emplear gas cloro, pero normalmente se emplea en tanques (pivaque 1998) hipoclorito de sodio (lejía) por su mayor facilidad de almacenamiento y dosificación. En algunos casos se emplean otros compuestos clorados, como dióxido de cloro (ClO2), hipoclorito de calcio o ácido cloroisocianúrico. En 1908, en los Estados Unidos se consiguieron eliminar las enfermedades transmitidas por el agua (cólera, fiebre tifoidea, disentería y hepatitis A).

## Historia
En un artículo publicado en 1894, se propuso formalmente agregar cloro al agua para dejarla "libre de gérmenes". Otras dos autoridades respaldaron esta propuesta y la publicaron en muchos otros artículos en 1895. Los primeros intentos de implementar la cloración del agua en una planta de tratamiento de agua se realizaron en 1893 en Hamburgo, Alemania. En 1897, la ciudad de Maidstone, Inglaterra, fue la primera en tratar todo su suministro de agua con cloro.
La cloración permanente del agua comenzó en 1905, cuando un filtro de arena lento defectuoso y un suministro de agua contaminada provocaron una grave epidemia de fiebre tifoidea en Lincoln, Inglaterra. Alexander Cruickshank Houston utilizó la cloración del agua para detener la epidemia. Su instalación alimentaba el agua a tratar con una solución concentrada del llamado cloruro de cal. No era simplemente cloruro de calcio moderno, sino que contenía cloro gaseoso disuelto en agua de cal (hidróxido de calcio diluido) para formar hipoclorito de calcio (cal clorada). La cloración del suministro de agua ayudó a detener la epidemia y, como medida de precaución, la cloración se continuó hasta 1911, cuando se puso en funcionamiento un nuevo suministro de agua.

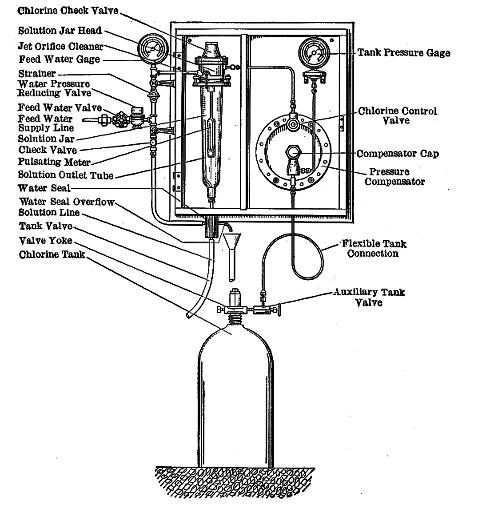
Clorador de Control Manual para la licuefacción de cloro para potabilización de agua, principios del. De Cloración del agua por Joseph Race, 1918.

El primer uso continuo de cloro en Estados Unidos para desinfección tuvo lugar en 1908 en el embalse de Boonton (en el río Rockaway), que servía de suministro para Jersey City, Nueva Jersey. La cloración se logró mediante adiciones controladas de soluciones diluidas de cloruro de cal (hipoclorito de calcio) en dosis de 0,2 a 0,35 ppm. El proceso de tratamiento fue concebido por John L. Leal y la planta de cloración fue diseñada por George Warren Fuller. En los años siguientes, la desinfección con cloro utilizando cloruro de cal (hipoclorito de calcio) se implementó rápidamente en los sistemas de agua potable de todo el mundo.
La técnica de purificación de agua potable mediante el uso de cloro gaseoso licuado comprimido fue desarrollada por un oficial británico del Servicio médico indio, Vincent B. Nesfield, en 1903. Según su propio relato: "Se me ocurrió que el cloro gaseoso podría resultar satisfactorio... si se encontraran medios adecuados para utilizarlo... La siguiente cuestión importante era cómo hacer que el gas fuera portátil. Esto podría lograrse de dos maneras: licuándolo y almacenándolo en vasijas de hierro revestidas de plomo, con un chorro de capilar muy fino, y provistas de un grifo o tapón de rosca, se abre el grifo y se coloca el cilindro en el "La cantidad de agua necesaria. El cloro burbujea y en diez o quince minutos el agua es absolutamente segura. Este método sería útil a gran escala, como para los carros de agua de servicio".
El mayor Carl Rogers Darnall, profesor de química en la Escuela de Medicina del Ejército, hizo la primera demostración práctica de esto en 1910. Este trabajo se convirtió en la base de los sistemas actuales de purificación de agua municipal. Poco después de la demostración de Darnall, el mayor William JL Lyster, del Departamento Médico del Ejército, utilizó una solución de hipoclorito de calcio en una bolsa de lino para tratar el agua.
Durante muchas décadas, el método de Lyster siguió siendo el estándar para las fuerzas terrestres estadounidenses en el campo y en los campos, implementado en la forma de la conocida Lyster Bag (también escrita como Lister Bag). La lona "bolsa, agua, esterilización" era un componente común de las cocinas de campaña, distribuida una por cada 100 personas, con una capacidad estándar de 36 galones que colgaba de un trípode a menudo improvisado en el campo. En uso desde la Primera Guerra Mundial hasta la Guerra de Vietnam, ha sido reemplazado por sistemas de ósmosis inversa que producen agua potable filtrando a presión el agua local a través de filtros de nivel microscópico: la Unidad de Purificación de Agua por Ósmosis Inversa (1980) y el Sistema Táctico de Purificación de Agua (2007) para producción a gran escala, y la unidad Purificadora de Agua Ligera para necesidades de menor escala que incluye tecnología de ultrafiltración para producir agua potable de cualquier fuente y utiliza ciclos de retrolavado automatizados cada 15 minutos para simplificar las operaciones de limpieza.
El cloro gaseoso se utilizó por primera vez de forma continua para desinfectar el suministro de agua en la planta de filtrado de Belmont, Filadelfia, Pensilvania, mediante el uso de una máquina inventada por Charles Frederick Wallace quien lo apodó Clorador. Fue fabricado por la empresa Wallace & Tiernan a partir de 1913. En 1941, la desinfección del agua potable estadounidense con cloro gaseoso había reemplazado en gran medida el uso de cloruro de cal.

## Bioquímica
Como halógeno, el cloro es un desinfectante altamente eficiente y se agrega a los suministros públicos de agua para matar patógenos que causan enfermedades, como bacterias, virus y protozoos, que comúnmente crecen en los depósitos de suministro de agua, en las paredes de las tuberías de agua y en tanques de almacenaje. Los agentes microscópicos de muchas enfermedades como el cólera, la fiebre tifoidea y la disentería mataban a innumerables personas anualmente antes de que se emplearan métodos de desinfección de forma rutinaria.
Con diferencia, la mayor parte del cloro se fabrica a partir de sal de mesa (NaCl) mediante electrólisis en el proceso cloro-álcali. El gas resultante a presiones atmosféricas se licua a alta presión. El gas licuado se transporta y utiliza como tal.
Como agente oxidante fuerte, el cloro mata mediante la oxidación de moléculas orgánicas. El cloro y el ácido hipocloroso, producto de la hidrólisis, no están cargados y, por lo tanto, penetran fácilmente en la superficie cargada negativamente de los patógenos. Es capaz de desintegrar los lípidos que componen la pared celular y reaccionar con enzimas y proteínas intracelulares, volviéndolas no funcionales. Entonces los microorganismos mueren o ya no pueden multiplicarse.

### Principios
Cuando se disuelve en agua, el cloro se convierte en una mezcla en equilibrio de cloro, ácido hipocloroso (HOCl) y ácido clorhídrico (HCl):
Cl 2 + H 2 O  HOCl + HCl
En solución ácida, las especies principales son Cl
2 y HOCl, mientras que, en una solución alcalina, efectivamente solo está presente ClO − (ion hipoclorito). También se encuentran concentraciones muy pequeñas de ClO 2 −, ClO 3 −, ClO 4 −.

### Cloración de choque
La cloración de choque es un proceso utilizado en muchas piscinas, pozos de agua, manantiales y otras fuentes de agua para reducir los residuos de bacterias y algas en el agua. La cloración de choque se realiza mezclando una gran cantidad de hipoclorito en el agua. El hipoclorito puede estar en forma de polvo o líquido como cloro (solución de hipoclorito de sodio o hipoclorito de calcio en agua). El agua que se está sometiendo a cloración de choque no se debe nadar ni beber hasta que el recuento de hipoclorito de sodio en el agua baje a tres partes por millón (PPM) o hasta que el recuento de hipoclorito de calcio baje a 0,2 a 0,35 PPM.
Como alternativa a la cloración de choque, algunas piscinas se cloran mediante el uso de un filtro generador de cloro que electroliza la sal común. Las piscinas cloradas mediante este método generalmente tienen niveles más bajos de cloro y, en el aire circundante, menos cloramina gaseosa que las piscinas cloradas directamente. Estas piscinas se denominan piscinas de agua salada.

## Acción de la cloración sobre los agentes patógenos
Muchos se preguntarán cómo es que la cloración puede eliminar a los agentes patógenos, esta explicación también tiene su historia; en 1881 el bacteriólogo Robert Koch demostró que el hipoclorito podía destruir cultivos puros de bacterias; sus observaciones aseguraban que las células bacterianas dosificadas con cloro liberan ácidos nucleicos, proteínas y potasio; y las funciones de la membrana resultaban afectadas por el cloro. 
Es de las más importantes en desinfectar agua potable. La cloración causa alteraciones físicas, químicas y bioquímicas en la pared de toda célula, de esta forma se destruye la barrera protectora de la misma dejándola indefensa, disminuyendo sus funciones vitales hasta llevarla a la muerte; como conclusión, el cloro no permite que la bacteria crezca, se reproduzca o cause ninguna enfermedad.
Los beneficios del cloro sobre el agua son muchos y son justamente ellos los que enaltecen el uso de este producto tanto en los tanques de agua potable como en el mantenimiento de piscinas; ante todo debemos destacar que es un germicida potente ya que reduce el nivel de microorganismos patógenos en el agua hasta niveles que son casi imposibles de medir. La cloración permite el control de gusto y olores reduciéndolos, esto se debe que el cloro oxida sustancias que se presentan naturalmente, nos referimos a las secreciones de algas malolientes y olores de vegetación que se encuentra en proceso de descomposición; el cloro le otorga al agua atributos inodoros y modifica favorablemente su sabor y olor.
La cloración conlleva también un control biológico y químico, con respecto al primero, señalamos que su acción germicida elimina bacterias, mohos y algas, controla los microorganismos molestos que suelen crecer en las piscinas y se transmiten por el agua. El control químico es aquel que se encarga de destruir el sulfuro de hidrógeno y eliminar el amoníaco como otros compuestos nitrogenados que generan sabores desagradables y obstaculizan cualquier tipo de desinfección.
Como conclusión aseguramos que la cloración desempeña una función extraordinaria al proteger los sistemas de abastecimiento de agua potable de las enfermedades infecciosas, si complementamos dicho proceso con el sistema de filtrado los resultados obtenidos son aún mucho mejores; según la Organización Mundial de la Salud, la desinfección de piscinas y de redes de agua para consumo público con cloro es la mejor garantía de un agua microbiológicamente segura.